# DC53
DC53 este un drum comunal din România care se aflǎ situat în comuna Sălcioara, județul Dâmbovița, Muntenia, România.
Acest drum face legǎtura între: satele Bănești și Cuza Vodă si drumurile DJ722 ( se aflǎ în localitatea 
Bănești) si DN71 ( se aflǎ în localitatea Cuza Vodă). Drumul în proparție de 100% asfaltat fiind bun pentru trafic rutier mediu.